# Сахарный Завод (Бурятия)
Са́харный Заво́д — посёлок в Бичурском районе Бурятии. Входит в сельское поселение «Бичурское».

## География
Расположен на левом берегу реки Хилок ниже впадения речки Бичуры, в 8 км северо-западнее центральной части села Бичура. К югу от посёлка находится аэродром Бичурской базы авиационной охраны лесов.

## История
В 1928 году основана коммуна «Безбожник». Было образовано село с таким же названием. В 1935 году основана начальная школа. В начале 1941 году западнее села Безбожник заключёнными ГУЛАГ началось строительство сахарного завода и посёлка для его работников. В 1950 году колхоз «Безбожник» вошёл в состав колхоза «Защита мира», в 1959 году образован колхоз «Рассвет».

## Население
| 2002 | 2010 |
| ---- | ---- |
| 940  | ↘854 |